# Cukrowicz Nachbaur Architekten
Cukrowicz Nachbaur Architekten ist ein österreichisches Architekturbüro mit Sitz in Bregenz, das 1996 von Andreas Cukrowicz und Anton Nachbaur-Sturm gegründet wurde.

## Geschichte
Bereits während ihres Studiums begann 1992 die Zusammenarbeit von Andreas Cukrowicz und Anton Nachbaur-Sturm und die Kooperation mit verschiedenen Architekten. Unmittelbar nach ihrem Diplom im Jahr 1996 folgte die gemeinsame Gründung des Architekturbüros Cukrowicz Nachbaur Architekten in Vorarlberg, Österreich.

## Gründer
- Andreas Cukrowicz (* 1969 in Bregenz) studierte von 1988 bis 1993 an der Technischen Universität Wien und anschließend bis 1996 an der Akademie der Bildenden Künste Wien in der Meisterklasse von Timo Penttilä. Verschiedene Lehrtätigkeiten führten ihn 2010 bis 2011 an die Kunstuniversität Linz und an die Fachhochschule Kärnten in Spittal/Drau und 2012 bis 2013 als Gastprofessor im Masterstudiengang Entwerfen an die Technische Universität München. Andreas Cukrowicz ist Mitglied in verschiedenen Gestaltungsbeiräten (1998–2011 in Hittisau, 2007–2015 in Lochau, 2009–2013 in Konstanz, seit 2015 in Kennelbach, 2016–2017 in Stuttgart, seit 2018 in Innsbruck, mit Vorsitz von 2021 bis 2023). Seit 2018 ist er auch Vorsitzender des Landesgestaltungsbeirates Vorarlberg. Von 2005 bis 2011 war er Präsident der Zentralvereinigung der Architekten Österreichs im Landesverband Vorarlberg, seit 2022 Vorstandsmitglied im Vorarlberger Architektur Institut. Zusätzliches Engagement zur Förderung der Baukultur erfolgt durch zahlreiche Preisrichter- und Vortragstätigkeiten.

- Anton Nachbaur-Sturm (* 1965 in Bludenz) studierte von 1986 bis 1996 Architektur an der Technischen Universität Wien. Er ist Mitglied in verschiedenen Gestaltungsbeiräten (2004–2010 in den Vorderlandgemeinden Vorarlbergs, 2005–2011 in Zwischenwasser und seit 2013 in Schruns). Seit 2010 ist Anton Nachbaur-Sturm Mitglied des Sektionsvorstandes der Architekten und WE-Kurator der Bundeskammer, seit 2011 Mitglied im Unabhängigen Sachverständigenrat Vorarlberg (USR). Zusätzliches Engagement zur Förderung der Baukultur erfolgt durch zahlreiche Preisrichtertätigkeiten.

## Architektur
Das Büro bearbeitet Projekte im öffentlichen Bereich, Kulturbauten, Ausstellungsbauten, Schulen, Sportbauten, Wohnbauten, Büro- und Verwaltungsbauten und Sakralbauten.

## Realisierungen (Auswahl)
- 2000 Feuerwehr und Frauenmuseum Hittisau, AT
- 2003 Magazin 4, Bregenz, AT
- 2004 Ringsportzentrum West[1], Götzis, AT
- 2005 Stadtbad Dornbirn[2], AT
- 2007 Bundesgymnasium Blumenstraße, Bregenz, AT
- 2008 Bergkapelle Alpe Vordere Niedere[3], Andelsbuch, AT
- 2010 Musikhaus[4], Röthis, AT
- 2011 Messegelände Innsbruck, AT
- 2012 Landesgedächtniskapelle[5], Basilika Rankweil, AT
- 2013 Vorarlberg Museum[6], Bregenz, AT
- 2014 Gebrüder Weiss Headquarters[7], Lauterach, AT
- 2015 Wohnhaus P[8], Mutters, AT
- 2016 Wohnhaus W, Bezau[9], AT
- 2017 Sozialzentrum[10], Koblach, AT
- 2018 Headquarters IMA Schelling Anlagenbau, Schwarzach, AT
- 2019 Fachbibliothek Philologicum LMU, München, DE
- 2020 Werkhof und Bürogebäude RWT, Toggenburg, CH
- 2022 Sport- und Freizeitanlage Rietwis[11], Wattwil, CH
- 2023 Alters- und Pflegezentrum Zehntfeld[12], Widnau, CH
- 2024 Hagen-Haus / Musikakademie Liechtenstein, Nendeln, FL[13]

## Laufende Projekte (Auswahl)
- 2025 Rathaus Quartier, Hohenems, AT
- 2025 Fachhochschule Vorarlberg, Dornbirn, AT
- 2025 Studentenwohnheim, Weingarten, DE
- 2025 Multifunktionsgebäude Landwirtschaftszentrum, Aulendorf, DE
- 2026 Kantonales Gerichts-, Bibliotheks- und Verwaltungsgebäude, Appenzell, AT
- 2026 Landesbauhof Felsenau, Frastanz, AT
- 2026 Apartmenthaus und Gasthaus Schendlingen, Bregenz, AT
- 2027 Schulzentrum Unterland II, Ruggell, FL
- 2027 Bürgerheim, Appenzell, CH[14]
- 2030 Konzerthaus, München, DE[15] (gestoppt)

## Auszeichnungen (Auswahl)
- 2006 Neues Bauen in den Alpen – Architekturpreis 2006 Auszeichnung – Wohnhaus N, Hittisau, AT
- 2007 Best Architects 2008 – Volksschule, Doren, AT
- 2007 Best Architects 2008 – stadtbad, Dornbirn AT
- 2008 Staatspreis Architektur – stadtbad, Dornbirn, AT
- 2010 Staatspreis Architektur und Nachhaltigkeit – Gemeindezentrum, St. Gerold, AT
- 2013 Best Architects 2014 Gold – Vorarlberg Museum, Bregenz, AT
- 2014 Staatspreis Architektur Auszeichnung – Vorarlberg Museum, Bregenz, AT
- 2019 Deutscher Architekturpreis 2019 Anerkennung – Rottenburg am Neckar, DE
- 2020 Hugo-Häring-Preis BDA Kreisgruppe Bodensee Preisträger – Sparkasse Hauptstelle, Singen, DE
- 2020 Preis für Stadtbildpflege der Stadt München 2008 »Bauen und sanieren in historischer Umgebung« – Fachbibliothek Philologicum LMU, München, DE
- 2021 Hugo-Häring-Preis Preisträger – Bischofsgrablege Sülchenkirche, Rottenburg am Neckar, DE
- 2022 BDA-Architekturpreis Nike 2020 Nominierung – Bischofsgrablege Sülchenkirche, Rottenburg am Neckar, DE
- 2024 best architects 2025 Winner – Sport- und Freizeitanlage Rietwies Wattwil, CH
- 2024 Beispielhaftes Bauen Bodenseekreis 2018-2024 Auszeichnung – Sporthalle Meckenbeuren, DE